# Proctoporus xestus
Espèce
Synonymes
- Opipeuter xestus Uzzell, 1969

Proctoporus xestus est une espèce de sauriens de la famille des Gymnophthalmidae.

## Répartition
Cette espèce se rencontre :
- au Pérou ;
- en Bolivie dans les départements de Cochabamba, de Chuquisaca et de Santa Cruz ;
- en Argentine dans les provinces de Jujuy et de Salta.

## Description
C'est un saurien diurne et ovipare, il est assez petits avec des pattes petites voire atrophiées.

## Taxinomie
Le genre monotypique Opipeuter a été placé en synonymie avec Proctoporus par Goicoechea et al..

## Publication originale
- Uzzell, 1969 : A new genus and species of Teiid lizard from Bolivia. Postilla, no 129, p. 1-15 (texte intégral).